# کوه هد (آلبرتا)
کوه هد (به انگلیسی: Mount Head) یک کوه در کانادا است که در آلبرتا واقع شده‌است. کوه هد ۲٬۷۸۲ متر بالاتر از سطح دریا واقع شده‌است.